# Kaapora minutissimus
Kaapora minutissimus is een hooiwagen uit de familie Stygnidae.